# Cryphia amygdalina
Cryphia amygdalina là một loài bướm đêm trong họ Noctuidae.